# 沃洛季伊夫齊 (巴爾區)
48°51′36″N 27°44′16″E / 48.86000°N 27.73778°E
沃洛季伊夫齊（烏克蘭語：Володіївці），是烏克蘭的村落，位於該國西南部文尼察州，由日梅林卡區負責管轄，始建於1493年，面積2.2平方公里，海拔高度287米，2001年人口347，人口密度每平方公里157.66人。